# Maximilian List
Maximilian List (auch Max List; * 9. Februar 1910 in München; † nach 1980 bei Hamburg) war ein deutscher Architekt und SS-Hauptsturmführer.
List trat 1930 in die SS (SS-Nummer 4.791) und zum 1. Mai 1931 in die NSDAP ein (Mitgliedsnummer 526.696). Er war Kommandoführer des KZ Alderney auf der britischen Kanalinsel Alderney, die die Wehrmacht im Juni 1940 besetzt hatte. Die 1.000 Häftlinge des Außenlagers KZ Neuengamme wurden am 3. März 1943 ins sogenannte Lager Sylt, ein Barackenlager in der Nähe des Flugplatzes, gebracht. Bereits im Juli 1943 ließ er 200 seiner ihm unterstellten Lagerhäftlinge ins Hauptlager Neuengamme zurücktransportieren, da sie aufgrund von Hunger und schwerer körperlicher Arbeit, die auch er zu vertreten hatte, nicht mehr in der Lage waren, zu arbeiten. Da auf diesem Rücktransport mehrere Häftlinge flohen, wurde gegen ihn und den Führer der SS-Wachmannschaft Kurt Klebeck ein Disziplinarverfahren eingeleitet, das im Oktober 1943 eingestellt wurde. Ihm wurde des Weiteren das Kommando eines weiteren Lagers der Organisation Todt, das sogenannte Lager Norderney auf der Insel Alderney übertragen. Im März 1944 wurde er durch den SS-Obersturmführer Georg Braun abgelöst.
Maximilian List geriet nach Kriegsende durch eine Artikelserie des Observer-Journalisten Solomon Steckoll 1982 ins Licht der Öffentlichkeit. Vor Gericht gestellt wurde er bis zu seinem Tode in den 1980er Jahren jedoch nicht, obwohl Otto Spehr, ein Häftling, der zwischen Juni 1943 und Juni 1944 auf der Insel Alderney war, aussagte, dass List Erschießungsbefehle erteilte.